# Campo di concentramento

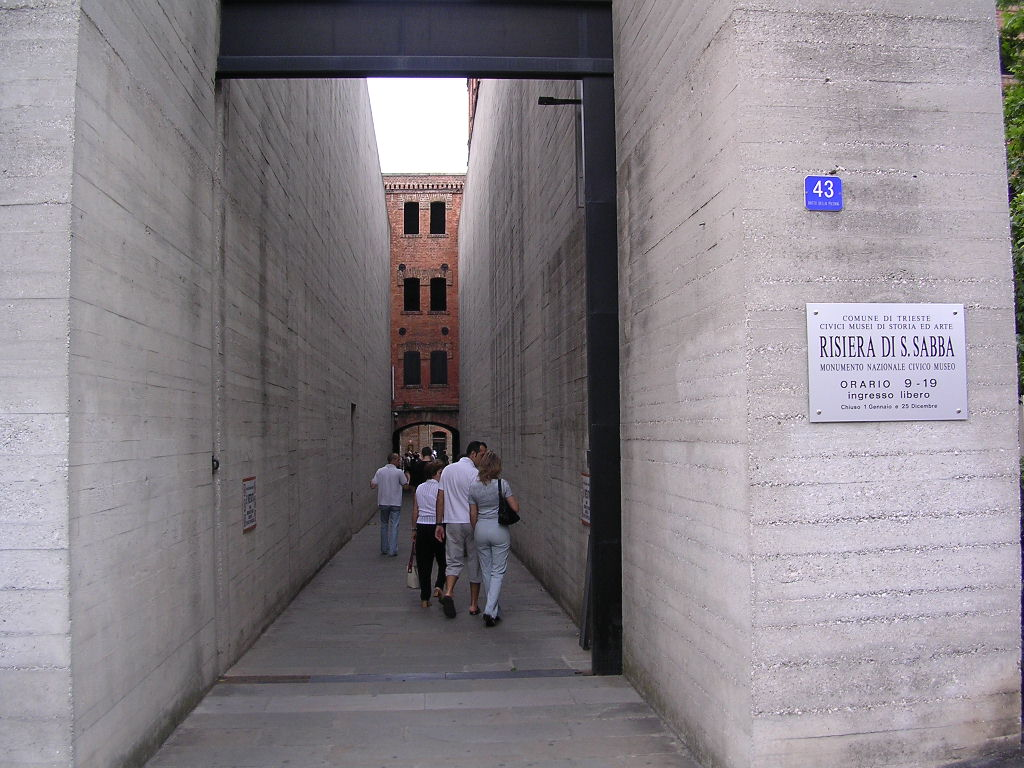
L'ingresso della Risiera di San Sabba, a Trieste, uno dei campi di concentramento presenti in Italia durante la seconda guerra mondiale, ora monumento nazionale e sede di un museo storico

Il campo di concentramento (o internamento) è una struttura carceraria all'aperto adatta alla detenzione di civili e/o militari. Si tratta solitamente di una struttura provvisoria, adatta a detenere grandi quantità di persone, in genere prigionieri di guerra, destinati a essere scambiati o liberati alla fine del conflitto.
Comunemente è formato dalle baracche o container disposti ordinatamente, contenenti dormitori, refettori, uffici e analoghe costruzioni necessarie alla reclusione dei prigionieri, e circondate da reticolati di filo spinato o altri tipi di barriere. Il perimetro del campo è sorvegliato da ronde di guardie armate.
I metodi e le finalità di sistematica eliminazione dei prigionieri, attuati in queste strutture nel XIX secolo nella guerra di secessione americana da ambedue le parti in conflitto, e nel XX secolo, soprattutto da parte degli inglesi durante la seconda guerra boera, nella Germania nazista e nell'Unione Sovietica stalinista negli anni intorno alla seconda guerra mondiale, hanno fatto sì che nel linguaggio comune campo di concentramento sia spesso assimilato a campo di sterminio, che ne è invece un sottotipo anomalo.
Il trattamento di prigionieri civili e militari nei campi di internamento in tempo di guerra è regolato dalla III e IV Convenzione di Ginevra del 12 agosto 1949. I campi d'internamento sono tuttora usati da unità politiche in guerra, regimi illiberali o come soluzione estrema nella regolazione dei flussi migratori verso alcuni Paesi (campo per rifugiati).

## Repressione spagnola a Cuba (1896-1898)
Il primo utilizzo dei campi di concentramento nella storia contemporanea risale all'insurrezione cubana del 1896 quando il generale dell'esercito spagnolo Valeriano Weyler, d'origini prussiane, attuò, dal 16 febbraio 1896, un "riconcentramento" della popolazione. Dapprima ne bruciò case e campi e poi la deportò, con i soli vestiti indossati, in zone ove era permesso costruire capanne di foglie di palma, circondati da una trocha, sorta di trincea al cui interno erano gettati tutti i rifiuti ed esternamente circondata da una recinzione di filo spinato e ai lati d'essa erano presenti degli escubitorii con 2-10 soldati ognuno. Scopo del riconcentramento fu la privazione dell'appoggio popolare ai guerriglieri impedendo ogni contatto tra questi ultimi e i deportati che secondo l'esercito spagnolo svolgevano attività informativa in favore della guerriglia.
Nel 1898 la guerra ispano-americana pose fine, con la cessione da parte ispanica dell'arcipelago delle Filippine agli Stati Uniti per 25 milioni di dollari, alla dominazione spagnola. L'intervento statunitense motivato umanitariamente come la necessità di porre termine all'attività di concentramento e allo sterminio causato dalla guerra civile, come detto nel febbraio 1898 dal presidente William McKinley, si rivelò poi una politica d'ingerenza dato che i cubani non furono ammessi ai trattati di pace e, dal 1901, furono poste forti limitazioni all'indipendenza dell'isola. Dai documenti pervenuti a oggi i reconcentrados furono circa 300 000, in maggioranza donne e bambini, e ne decedettero almeno 100 000.
La fondatrice della Croce Rossa Americana, Clara Barton, dichiarò che i massacri hamidiani furono meno violenti, comparati a quanto gli si presentò a Cuba, ove arrivò il 9 febbraio 1898 per svolgere attività di soccorso ai deportati.

## Guerra filippino-americana
Dal 1899 nelle Filippine, durante la guerra filippino-americana, morirono centinaia di migliaia di civili. Causa di tali decessi fu la strategia del riconcentramento e della terra bruciata per la cui attuazione gli statunitensi poterono confrontarsi con quanto già fecero, nei due anni precedenti, gli spagnoli a Cuba e, dal 1900, gli inglesi in Sudafrica.

## Guerre boere in Sudafrica

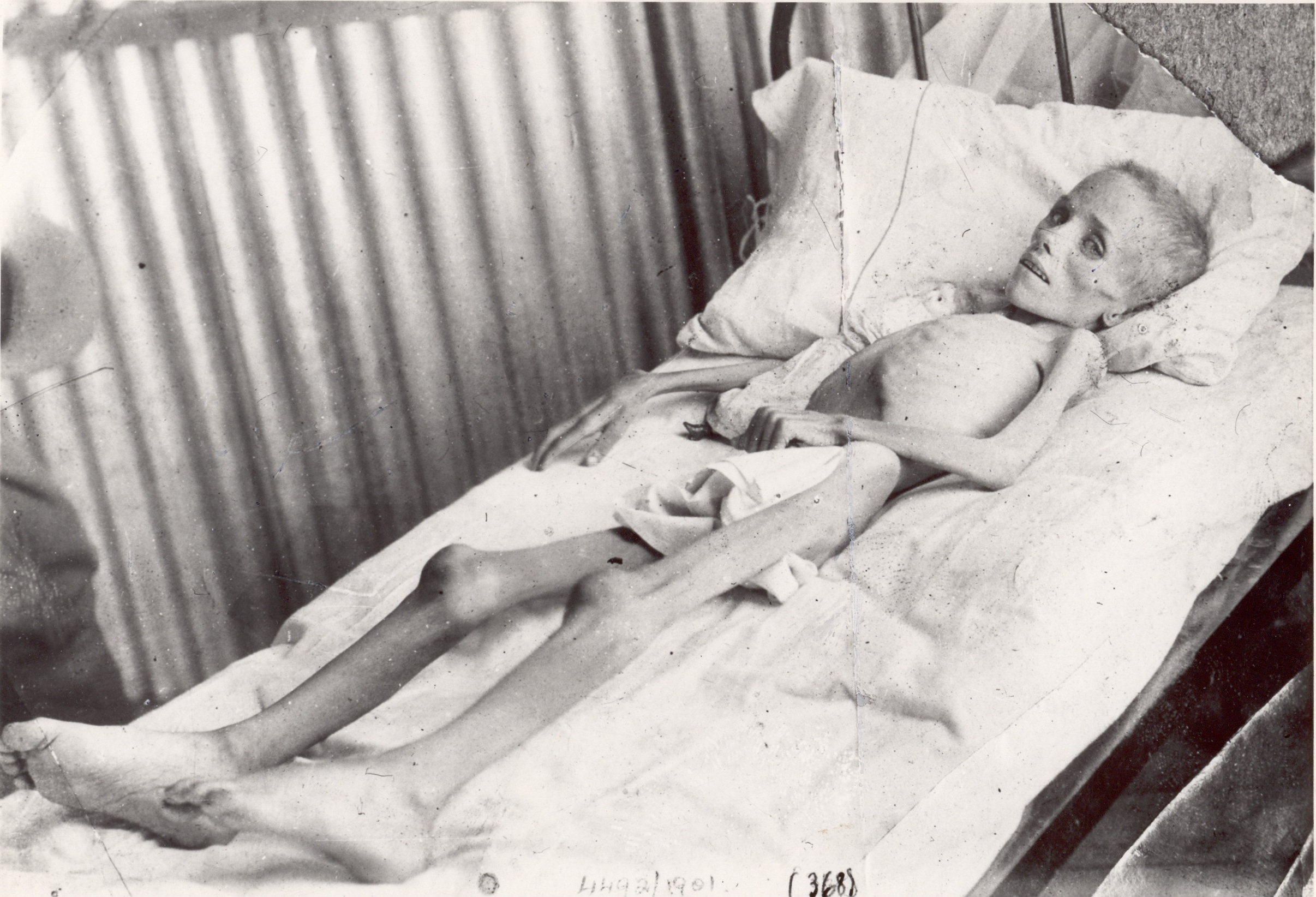
Il caso di Lizzie van Zyl ebbe una forte risonanza nel Regno Unito nei primissimi anni del Novecento.

In Sudafrica durante la seconda guerra boera, fra il 1900 e il 1902, il comandante britannico Horatio Kitchener praticò su larga scala la strategia della terra bruciata. Per far sì che i boeri si arrendessero bruciò 30 000 fattorie e deportò in 58 campi di concentramento circa 120 000 boeri (il 50% della popolazione), dei quali, a causa delle cattive condizioni (clima, denutrizione, epidemie), morirono 4 000 donne, 22 000 bambini e 1 676 uomini.
L'uso dei campi di concentramento ebbe un ruolo non secondario nel garantire la vittoria all'esercito britannico.
Alla fine della guerra si conteranno non meno di 26 000 donne e bambini boeri morti nei campi di concentramento britannici, a cui vanno aggiunte le vittime della popolazione nera che viveva nelle fattorie boere, che seguirono la sorte dei loro padroni nei campi di concentramento.

## Prima guerra mondiale

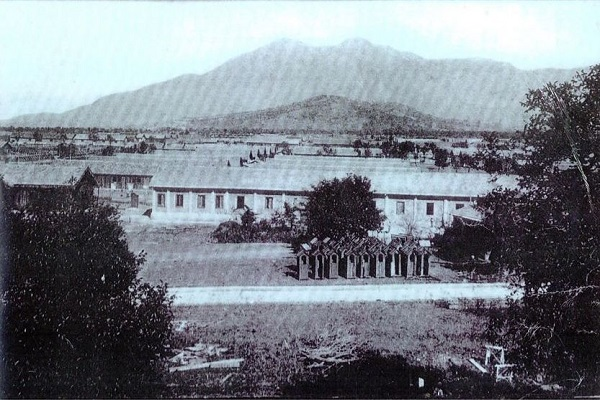
Campo di concentramento di Avezzano

In seguito alla rotta di Caporetto circa 300 000 soldati italiani furono fatti prigionieri dagli eserciti degli imperi centrali. Essi furono avviati con una marcia, in cui molti morirono, nei campi di concentramento austro-ungarici e tedeschi. Le condizioni di vita nei campi furono assai difficili. Le scarsità alimentari che tormentarono tutti i paesi coinvolti nel primo conflitto mondiale si riversarono in misura particolare sui prigionieri con la conseguenza di una mortalità molto elevata all'interno dei campi.
Alcuni prigionieri di guerra italiani furono internati nel castello di Kufstein in Tirolo. Oggi il castello, trasformato in museo, ospita una targa con i nomi di tutti i prigionieri di guerra ospitati nelle sue celle. I prigionieri italiani ebbero un'assistenza e un trattamento non benevolo da parte della autorità austriache.
In Italia i prigionieri degli Imperi centrali furono detenuti in campi situati principalmente in Sardegna e nel Centro-Nord Italia nelle città di Alessandria, Avezzano, Asti, Cuneo, Voghera, Bracciano, Servigliano e altre.

## Gulag
Prima del Gulag, ramo della Komitet gosudarstvennoj bezopasnosti che controllò il sistema penale dei campi di lavoro correttivo in Unione Sovietica, esistevano in Russia già dal Seicento campi di lavoro col nome di Katorga, pensati per criminali comuni e oppositori politici anti-zaristi (lo stesso Iosif Stalin fu internato in un Katorga tra il 1913 e il 1917).
Durante la Rivoluzione bolscevica, Lenin ordinò la liberazione dai Katorga dei prigionieri anti-zaristi. I bolscevichi nei primi anni 1920, durante la guerra civile russa, aprirono il Lager Soloveckij, dove detenevano i prigionieri. Nel 1930 gli ex Katorga, con Stalin, vennero ribattezzati in "Gulag" e vennero ristrutturate le attrezzature di detenzione.

## Campi coloniali dell'Italia fascista
Il governo fascista di Benito Mussolini, dopo la guerra di riconquista della Libia, fra il 1930 e il 1934, deportò oltre 100 000 seminomadi in tredici campi di concentramento lungo la costa desertica ed inospitale della Sirtide, in condizioni di sovraffollamento, sottoalimentazione e mancanza di igiene che ne portarono circa la metà alla morte nei tre anni seguenti - in assenza di documentazione specifica, dobbiamo rifarci alle cifre generali dei censimenti italiani. Come scrisse Pietro Badoglio il 20 giugno 1930 allo stesso comandante Graziani: "Non mi nascondo la portata e la gravità di questo provvedimento, che vorrà dire la rovina della popolazione cosiddetta sottomessa. Ma ormai la via ci è stata tracciata e noi dobbiamo perseguirla sino alla fine anche se dovesse perire tutta la popolazione della Cirenaica".

## Lager
Tra il 1933 e il 1945, sul modello dei gulag sovietici, la Germania nazista fece uso su vasta scala dei campi di concentramento (i Konzentrationslager o KZ) e dei campi di sterminio, per detenere ebrei, renitenti alla leva (tra i quali i Testimoni di Geova, che facevano obiezione di coscienza), zingari, omosessuali, prigionieri di guerra e dissidenti politici e sterminarli sistematicamente (inizialmente con l'ossido di carbonio poi con il gas Zyklon B, anche se in alcuni casi, soprattutto in campi improvvisati o sul finire della guerra al momento dell'evacuazione, si fece ricorso all'uso di mitragliatrici).
I primi lager vennero istituiti già nel 1933, ed erano già attivi circa un mese dopo l'avvento al potere di Adolf Hitler, al posto delle Case di lavoro previste dalla Costituzione di Weimar come strumento di aiuto ai più bisognosi. A partire dall'invasione della Cecoslovacchia e della Polonia, e ancor più negli anni della seconda guerra mondiale, il sistema concentrazionario nazista venne esteso a tutti gli Stati occupati dai nazisti o alleati con la Germania: troviamo perciò dei campi di lavoro e/o di sterminio in Austria, Cecoslovacchia, Italia, Polonia, Ungheria. In tutti i casi ci fu collaborazione locale nell'istituire i campi, sebbene la memoria ufficiale o collettiva del dopoguerra abbia teso a rimuovere tale correità, e la deportazione venga ora dimenticata o attribuita soltanto ai nazisti.
Alcuni sopravvissuti sono diventati scrittori e hanno raccontato la vita dei lager nei loro romanzi, tra questi l'italiano Primo Levi in Se questo è un uomo e in La tregua e l'ungherese premio Nobel per la letteratura Imre Kertész in Essere senza destino.
Il campo di concentramento nazista più conosciuto, ma non l'unico (ce n'erano più di 1 600), è considerato quello di Auschwitz. All'interno del lager nazista, la baracca (in tedesco: Block) era, generalmente, l'edificio adibito a dormitorio dei deportati. Vi erano diverse tipologie di baracche, sia per dimensioni e/o per materiali con cui erano state costruite (potevano essere in legno o in muratura), sia per lo scopo cui venivano adibite.
Fra le varie tipologie di baracca si ricordano: ricoveri per i deportati, baracche di quarantena, infermeria, infermeria speciale (chiamata anche blocco della morte, era riservata ai deportati destinati a essere soppressi entro breve tempo), lavanderia, cucina, edificio del carcere, camere a gas, forni crematori, locali adibiti alle esecuzioni capitali e alle torture, locali adibiti agli esperimenti su esseri umani, officine, baracche dei sorveglianti, edifici degli uffici interni.
I deportati erano rinchiusi nelle baracche tutte le sere e anche durante il giorno, in occasione di quelle operazioni di eliminazione che le SS volevano condurre in segreto (le esecuzioni capitali potevano essere pubbliche, e in questo caso i deportati erano costretti a vedere tutta l'operazione, oppure segrete, e in questo caso i deportati erano chiusi nelle baracche).

Nei campi di concentramento e di sterminio venivano usati dei simboli, appuntati sui vestiti in corrispondenza della parte sinistra del torace, per l'identificazione degli internati. Per gli internati di tipo politico veniva usato il triangolo rosso, per gli "anti-sociali" (anarchici, senzatetto, malati mentali, prostitute) il triangolo nero, per gli omosessuali il triangolo rosa, per i renitenti alla leva (tra cui i Testimoni di Geova) il triangolo viola, per Rom e Sinti il triangolo marrone, per gli immigrati il triangolo blu, e per i criminali comuni (da cui venivano attinti i Kapo, perché erano già abituati a commettere atti di violenza) il triangolo verde.

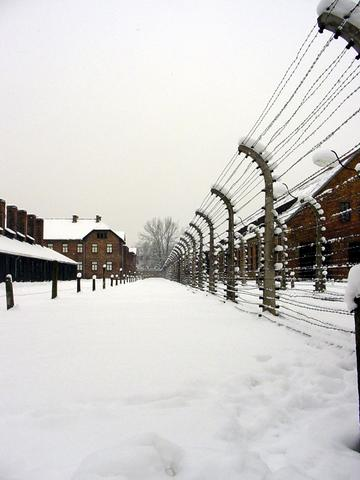
Auschwitz, il più conosciuto campo di concentramento nazista

La stella di Davide, di colore giallo-oro e con la scritta jude, identificava invece gli ebrei.

### Lista dei campi di concentramento nazisti
Il seguente elenco indica solo alcuni dei principali e più conosciuti campi di concentramento/sterminio/lavoro nazisti, e pertanto non è un elenco esaustivo:
- Auschwitz
- Bergen-Belsen
- Bitterfeld
- Bredtvet
- Breitenau
- Buchenwald
- Dachau
- Flossenbürg
- Majdanek
- Mauthausen
- Sachsenhausen (Oranienburg)
- Stutthof
- Riga
- Risiera di San Sabba
- Ravensbrück
- Theresienstadt
- Treblinka

## Altri campi di concentramento nella seconda guerra mondiale

### Campi di concentramento europei di altri Paesi dell'Asse
Oltre alla Germania nazista anche altri Paesi europei alleati o cobelligeranti con le forze dell'Asse istituirono e gestirono in proprio dei campi di concentramento, prigionia e lavoro. Principali Paesi che organizzarono questi campi furono la Romania, l'Ungheria, la Croazia, la Francia di Vichy:

#### Campi in Romania o gestiti dai rumeni:[10][11]
- Campo di concentramento di Vapniarca
- Campo di concentramento di Peciora
- Campo di concentramento di Bogdanovka
- Campo di concentramento di Noi
- Campo di concentramento di Limbeni
- Campo di concentramento di Bardujeni
- Campo di concentramento di Falticeni
- Campo di concentramento di Grasulovo

#### Campi in Ungheria:[12]
- Campo di concentramento di Kistarcsa
- Campo di concentramento di Sighet

#### Campi in Croazia:[13]
- Campo di concentramento di Jasenovac
- Campo di concentramento di Koprivnica
- Campo di concentramento di Krušćica
- Campo di concentramento di Tenja
- Campo di concentramento di Đakovo
- Campo di concentramento di Loborgrad
- Campo di concentramento di Sisak
- Campo di concentramento di Gospić

#### Campi nella Francia occupata
- Velodromo d'Inverno
- Campo di internamento di Drancy

Campi in Italia
- Campo di concentramento di Trieste (Risiera di San Sabba)

### Campi di concentramento italiani con prigionieri civili o degli eserciti alleati
Durante la seconda guerra mondiale, fra il 1940 e il 1945, vennero istituiti sul territorio italiano e sui territori jugoslavi annessi numerosi campi di concentramento, campi di confino, campi di smistamento e di lavoro forzato.
- Campo di concentramento di Arbe
- Campo di concentramento di Avezzano
- Campo di internamento di Bagno a Ripoli
- Campo di transito di Bolzano
- Campo di concentramento di Borgo San Dalmazzo
- Campo di internamento di Campagna
- Campo di internamento di Corropoli
- Campo di internamento di Ferramonti di Tarsia - In località Ferramonti di Tarsia (CS) venne creato il più grande campo di detenzione di prigionieri di origine ebraica, che successivamente ospitò anche prigionieri slavi. Il campo venne liberato dagli alleati dopo l'8 settembre 1943.
- Campo di concentramento di Gonars
- Campo di concentramento di Fossoli
- Campo di internamento di Isola del Gran Sasso
- Campo di internamento "Le Fraschette" di Alatri (FR)
- Campo di internamento di Manfredonia
- Campo di concentramento di Monigo
- Campo di internamento di Nereto
- Campo di internamento di Renicci
- Campo di concentramento di San Primo[senza fonte][14]
- Campo di internamento di Sforzacosta
- Campo di internamento di Tortoreto
- Campo di internamento di Urbisaglia
- Campo di concentramento Risiera di San Sabba (Trieste)
- Campo di concentramento di Vo' Vecchio. A Vo' Vecchio (PD) presso villa Venier, dal 3 dicembre 1943 alla metà di luglio del 1944 fu allestito un campo di raccolta per gli ebrei provenienti dalla provincia di Padova e di Rovigo in attesa di essere deportati ad Auschwitz. Gli ebrei deportati dal campo di Vo' furono 47 e solo 3 sopravvissero.
- Campo di internamento di Lanciano in Abruzzo. È famoso per aver ospitato Maria Eisenstein, autrice del libro "Internata nº6 - Donne fra i reticolati del campo di concentramento" pubblicato nel 1944.

### Campi di concentramento jugoslavi con prigionieri civili e militari italiani
In territorio jugoslavo vennero costruiti diversi campi di concentramento per italiani. Tristemente noto è il campo di concentramento a Borovnica, attivo dalla metà di maggio del 1945 fino al gennaio del 1946. Le testimonianze delle torture e degli assassini che furono compiuti a Borovnica sono state documentate da vari scrittori, tra cui Norberto Biso, Rossi Kobau e Gianni Barrel.
Altri campi furono quelli di Aidussina, Goli Otok, Maribor, Skofia Loka, Sveti Grgur.

### Campi degli eserciti alleati in Italia
Sul finire della seconda guerra mondiale furono realizzati diversi centri di raccolta per prigionieri di guerra fascisti della ex Repubblica Sociale Italiana e collaborazionisti dell'esercito tedesco di altre nazionalità.
- Il Campo di concentramento di Coltano, vicino a Pisa, vide la reclusione di circa 32 000 ex militari della Repubblica di Salò.
- Il Campo 'S' di Taranto raccolse prigionieri di guerra italiani e di altre nazionalità al termine del secondo conflitto mondiale.
- R707 "Recalcitrant", Civil Internee Camp, ex SPEA a Terni. Campi che raccolsero elementi delle forze speciali dell'Asse; prigionieri civili italiani accusati di spionaggio e di attività ostili agli alleati; equipaggi, non cooperanti, della Regia Marina.
- Il Campo di internamento di Afragola (campo 209 e in inglese 209 POW camp), fu costruito nel 1944 ad Afragola e posto al comando dei militari inglesi.

### Campi di concentramento partigiani
- A Mignagola, nel comune di Carbonera, nell'immediato dopoguerra fu istituito un campo di prigionia nella locale cartiera. In questo campo le guardie partigiane delle Brigate Garibaldi si resero colpevoli di sevizie e omicidi ai danni del prigionieri che configurarono una vera e propria strage.
- Il Campo di concentramento di Novara fu istituito nel dopoguerra nello stadio comunale. Secondo lo storico Cesare Bermani raccolse tra 1 500 e 1 800 prigionieri.
- A Vercelli, nel dopoguerra fu istituito un campo di concentramento all'interno dell'ospedale psichiatrico. Gli abusi ai danni dei prigionieri commessi dalle guardie sono noti come eccidio dell'ospedale psichiatrico di Vercelli.
- A Legino, nel comune di Savona, alla fine della guerra fu istituito un campo di concentramento nello spazio oggi destinato alle Scuole Medie Guidobono, sezione distaccata.
- A Finalborgo nel comune di Finale Ligure, alla fine della guerra fu istituito un campo di concentramento.[15]
- A Segno, nel comune di Vado Ligure, alla fine della guerra fu istituito un campo di concentramento sito al fianco della chiesa nei pressi del cimitero[15].
- A Varazze, alla fine della guerra fu istituito un campo di concentramento nella Villa Astoria in cui il 1º maggio 1945 vennero uccisi dieci fascisti.[15]

### Campi di concentramento per gli italiani
- Campo di internamento di Zonderwater a Cullinan in Sudafrica; qui sono stati reclusi un gran numero di prigionieri di guerra italiani tra il 1941 e il 1947 che avevano combattuto nel Nordafrica durante la seconda guerra mondiale[16].
- Division d'Alger, sotto amministrazione francese. 31.000 prigionieri di guerra tedeschi e italiani sono stati reclusi nei tre campi algerini di Boghari, Djelfa e Carnot fino al novembre del 1945[17].

## Campi di concentramento statunitensi

### Internamento degli italiani negli Stati Uniti
L'internamento degli italiani negli Stati Uniti è un fenomeno avvenuto nel corso della seconda guerra mondiale, in particolare tra il 1941 e il 1944, che ha riguardato parte degli italoamericani, considerati come possibile nemico da parte del governo degli Stati Uniti.
A differenza degli americani di origine giapponese, che sono stati internati durante la guerra, gli italo-americani perseguitati non hanno mai ricevuto risarcimenti. Nel 2010 la legislatura della California ha approvato una risoluzione, chiedendo scusa per i maltrattamenti subiti dai residenti di origini italiane.

### Internamento dei giapponesi americani (1942)

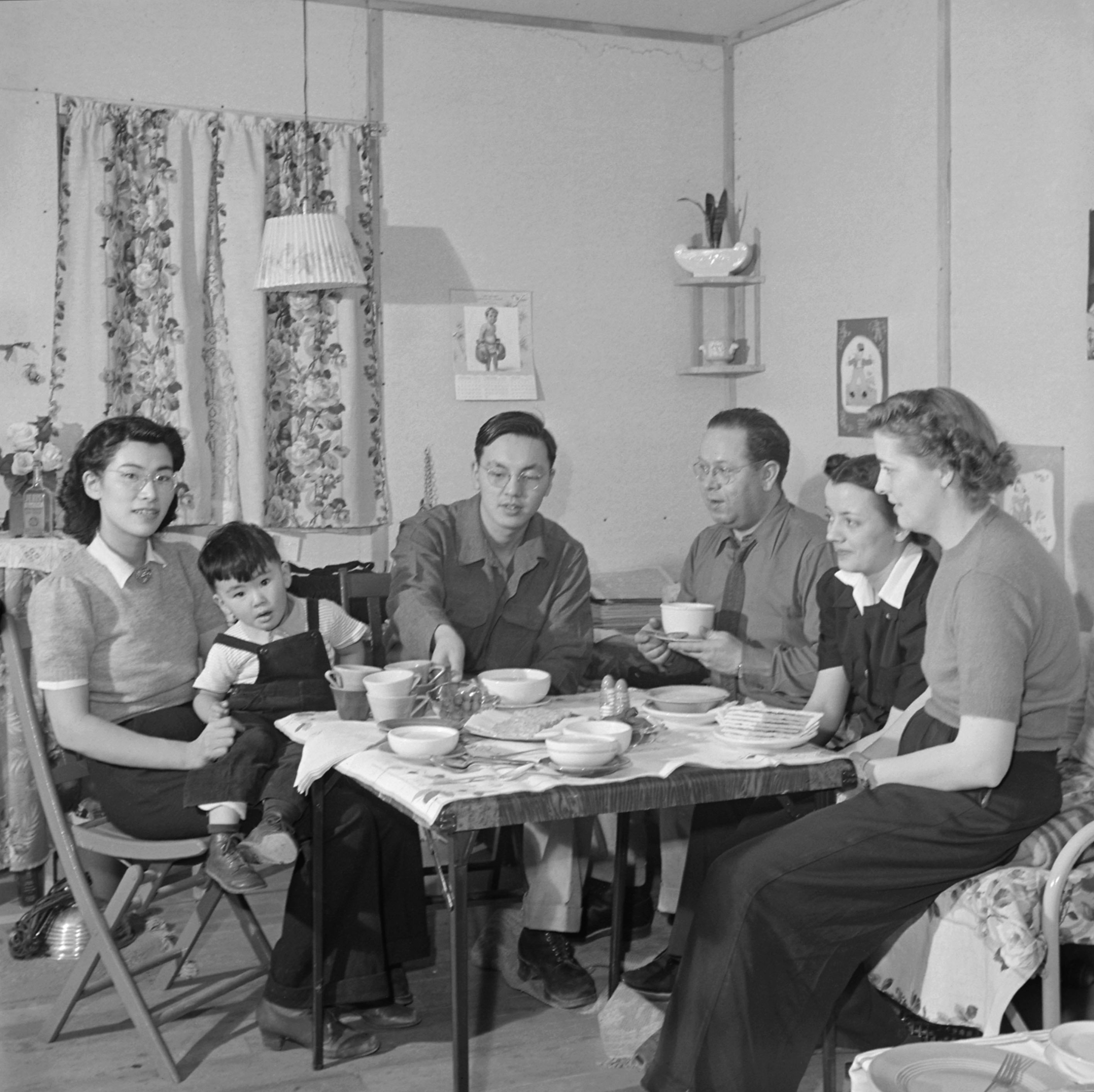
Una famiglia di giapponesi americani confinati in un "Relocation Center" in Wyoming, nel 1943.

A seguito dell'attacco giapponese a Pearl Harbor, Franklin Delano Roosevelt autorizzò (Executive Order 9066) nel febbraio 1942 l'internamento in campi dedicati degli individui di origine giapponese residenti nella zona militare del Pacifico, indipendentemente dalla cittadinanza. Se le motivazioni addotte furono quelle di sottrarre la riconoscibile minoranza giapponese all'isteria collettiva seguita all'attacco a sorpresa dell'Impero giapponese, lo scopo reale era l'allontanamento di potenziali spie dalla costa occidentale, in cui si stava organizzando il contrattacco. 117 000 persone, due terzi cittadini americani, donne e bambini inclusi, furono deportati nei campi di Tule Lake (California), Minidoka (Idaho), Manzanar (California), Topaz (Utah), Jerome (Arkansas), Heart Mountain (Wyoming), Poston (Arizona), Granada (Colorado) e Rohwer (Arkansas). Finita la guerra i campi furono sgomberati, ma non tutti preferirono tornare alla propria città di provenienza.
Nel 1988 tramite la Public Law 100-383 il governo offrì 20 000$ come risarcimento agli internati. Nell'ottobre del 1990 il presidente statunitense George Bush Sr. scrisse loro:
In enacting a law calling for restitution and offering a sincere apology, your fellow Americans have, in a very real sense, renewed their traditional commitment to the ideals of freedom, equality and justice. You and your family have our best wishes for the future. Sincerely,»
(George Bush)

### Campo di concentramento di Ellis Island
Durante la seconda guerra mondiale vi furono detenuti cittadini giapponesi, italiani e tedeschi. Dal 1990 ospita il "Museo dell'Immigrazione".

### Internamento durante laguerra al terrorismo(2001-?)
Le Extraordinary rendition sono state asseritamente eseguite da questi paesi.
     I prigionieri sono stati asseritamente trasportati attraverso questi paesi.
     I prigionieri sono stati deportati in questi paesi.
     Ubicazione delle sospette "prigioni clandestine".

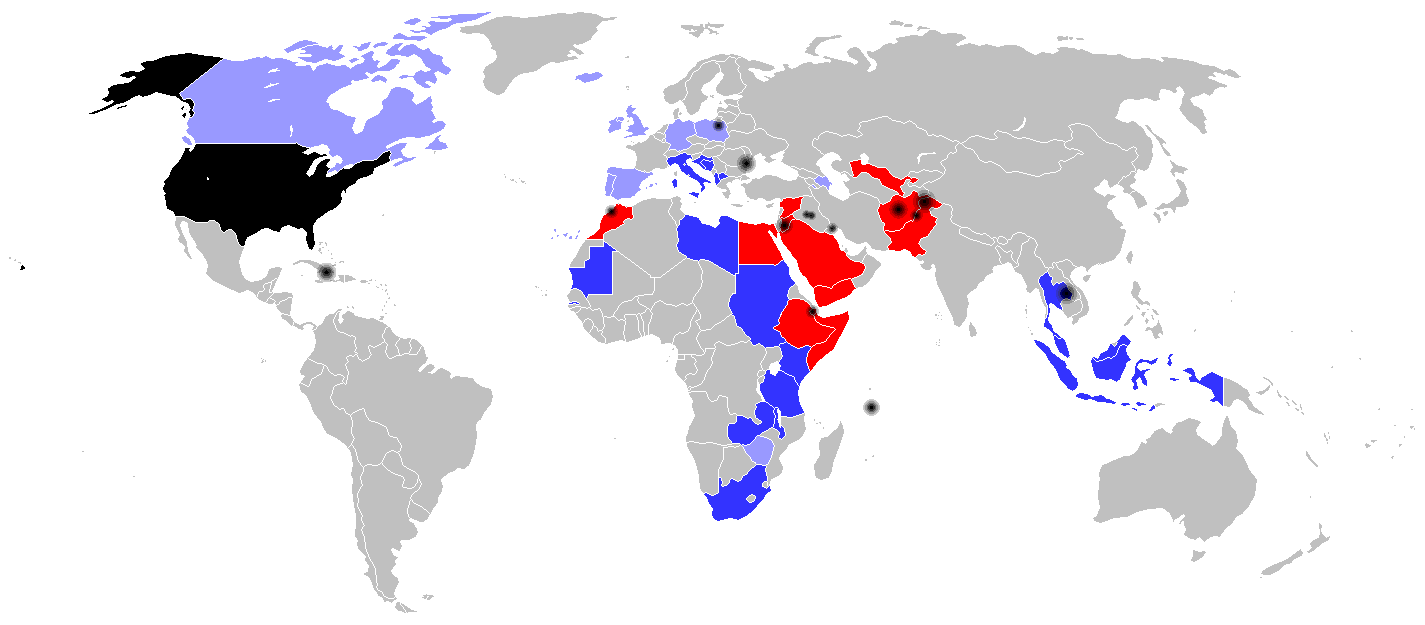
Le Extraordinary rendition sono state asseritamente eseguite da questi paesi.
I prigionieri sono stati asseritamente trasportati attraverso questi paesi.
I prigionieri sono stati deportati in questi paesi.
Ubicazione delle sospette "prigioni clandestine".

Alcuni osservatori indicano come campo di concentramento la struttura appartenente agli Stati Uniti d'America, predisposta all'interno della base di Guantánamo a Cuba, che ospita sospetti appartenenti ad al-Qāʿida e ai Talebani a partire dal 2001 fino a oggi.
Alcuni media nella primavera/estate del 2004 hanno usato il termine per la prigione irachena di Abu Ghraib, allora oggetto dell'indignazione dell'opinione pubblica seguita alla pubblicazione delle foto di torture ai detenuti.
Una struttura analoga alla prigione di Abu Ghraib esiste anche in Afghanistan. Si tratta della prigione di Bagram, dove sono stati documentati abusi molto simili a quelli avvenuti ad Abu Ghraib, e che hanno suscitato le proteste della Croce Rossa Internazionale.
In questi casi la differenza fra prigione e campo di concentramento è labile e condizionata dall'uso spregiativo del termine più che dalla pertinenza di un suo uso per i casi specifici.
In generale, il termine prigione intende prevalentemente una struttura civile, con persone detenute in attesa di processo o condannati che scontano una pena, o raramente una struttura militare in cui sono detenuti militari in attesa di processo o condannati che scontano una pena. Il termine campo di concentramento intende una struttura quasi sempre militare in cui sono provvisoriamente detenute persone genericamente nemiche in attesa della pace.
Nell'uso di uno o dell'altro termine è altresì implicita una precisa presa di posizione politica su questioni di scottante attualità, per cui bisognerà attendere la storicizzazione dei fatti seguiti agli attentati dell'11 settembre 2001 per tentare una trattazione più obiettiva della questione.

## Campi di concentramento cinesi

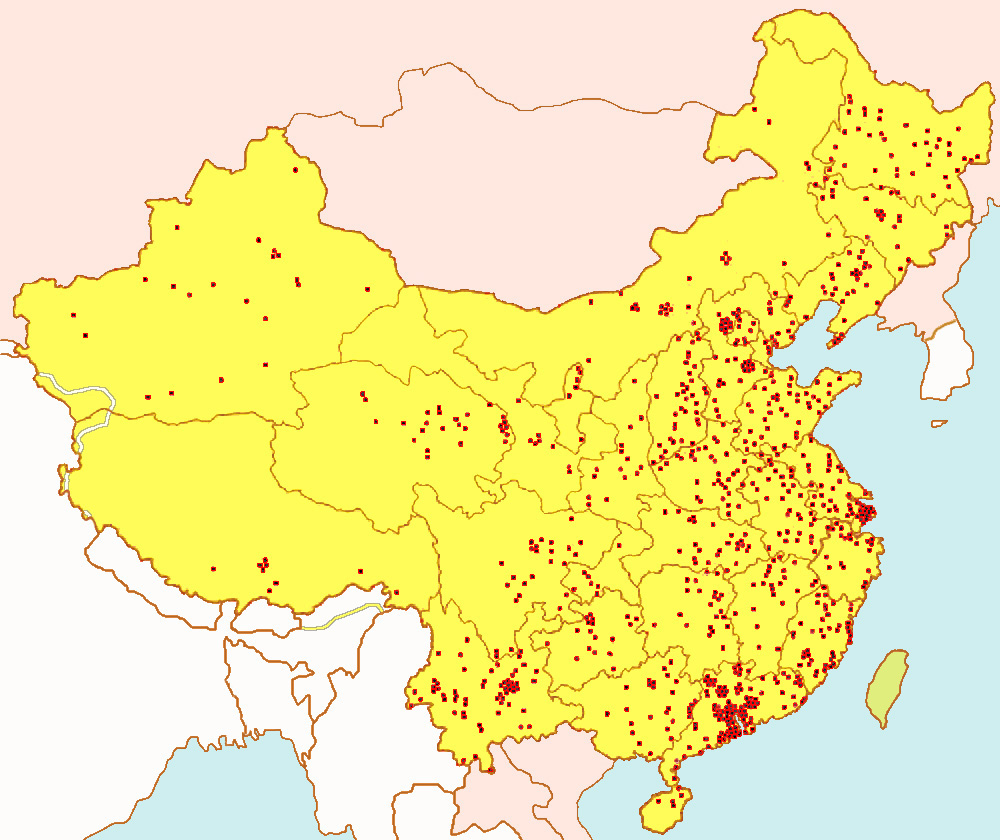
Distribuzione dei Laogai in Cina dal libro Laogai. I Gulag di Mao Zedong di Harry Wu

I primi campi di concentramento in Cina appaiono nel corso della guerra civile cinese. La quinta campagna di annientamento delle forze comuniste era basata sul progressivo accerchiamento delle aree ove esse erano attive. La deportazione dei residenti in tali aree e la loro reclusione in appositi campi fu praticata per privare l'Esercito Rosso di ogni possibile appoggio da parte della popolazione.
Riferendosi al periodo successivo al 1949, alcune fonti e in particolare ex detenuti, chiamano "campi di concentramento" i "campi di riforma attraverso il lavoro" della Repubblica Popolare Cinese, più noti in passato come Laogai. Come nel caso di Guantánamo, quest'uso è più legato al significato peggiorativo di "campo di concentramento" come "luogo di violazione dei diritti umani" che al significato ordinario dell'espressione.
I "campi di riforma attraverso il lavoro" e i "campi di rieducazione attraverso il lavoro" cinesi, infatti, sono strutture civili anziché militari, destinate ai cinesi condannati per reati comuni e per i cosiddetti "illeciti amministrativi" anziché ai prigionieri di guerra. In essi i detenuti scontano la propria pena svolgendo lavori forzati. Secondo la dottrina giuridica cinese, lo svolgimento di lavori manuali avrebbe la duplice finalità di favorire il recupero delle devianze, e di garantire la sostenibilità economica del sistema di campi.
Il sistema dei campi raggiunge la sua forma attuale nei primi anni 1950. Limiti massimi per le pene detentive scontate nei campi di rieducazione furono introdotti solo intorno alla metà del periodo Maoista (1949 - 1976)

## Campi di concentramento in Corea del Nord
In Corea del Nord sono presenti campi di concentramento, in cui si stima si trovino 200 000 persone. Amnesty International ha reso pubbliche immagini satellitari e testimonianze di prigionieri politici ed ex guardiani riusciti a fuggire dai campi di prigionia. Secondo tali testimoni, i detenuti sono costretti a lavorare in condizioni che rasentano la schiavitù e sono frequentemente sottoposti a torture e altri trattamenti crudeli, disumani e degradanti e nella maggior parte dei casi essi hanno assistito a esecuzioni pubbliche. Secondo la testimonianza di Jeong Kyoungil, ex detenuto al campo di concentramento di Yodok tra il 2000 e il 2003, circa il 40 per cento dei detenuti nella zona rivoluzionaria di Yodok è morto di malnutrizione tra il 1999 e il 2011. Inoltre secondo Amnesty International in tali strutture non verrebbero forniti capi di abbigliamento e i prigionieri soffrirebbero i rigori di inverni assai freddi, spesso svolgendo lavori manuali estenuanti e al tempo stesso privi di senso.